# MLB The Show 20
MLB The Show 20 est un jeu vidéo de baseball développé par SIE San Diego Studio et édité par Sony Interactive Entertainment, basé sur la Major League Baseball (MLB). Il s'agit du quinzième jeu de la franchise MLB: The Show, il a été officiellement publié le 17 mars, mais les clients qui ont précommandé le jeu ont reçu une version anticipée le 13 mars. Le joueur des Cubs de Chicago, Javier Báez, est la vedette de la couverture.
Pour la première fois, les joueurs de la Ligue mineure de baseball sont entièrement inclus et leurs noms et ressemblances figurent dans le jeu. Dans les versions précédentes du jeu, les joueurs de la Ligue mineure n'étaient pas autorisés et ont été remplacés par des joueurs génériques. De plus, l'équipe et l'éditeur de logo qui étaient auparavant exclusifs à Diamond Dynasty ont été transférés au mode Franchise du jeu.
Matt Vasgersian, Mark DeRosa et Dan Plesac reviennent en tant que commentateurs sportif, Heidi Watney revient en tant que journaliste secondaire et Alex Miniak revient en tant que commentateur de discours public.